# 饒宗頤文化館
22°20′16″N 114°08′30″E / 22.3378°N 114.1418°E
饒宗頤文化館（英語：Jao Tsung-I Academy，縮寫：JTIA），是一個位於香港九龍荔枝角青山道800號的建築群暨多用途文化平台，以已故香港漢學家饒宗頤教授命名。文化館前身為荔枝角醫院，為香港三級歷史建築，是香港政府發展局文物保育專員辦事處在「活化歷史建築伙伴計劃」中的首批活化項目，於2009年由香港中華文化促進中心重新規劃及展開活化工作。第一期的下區設施於2012年6月開放，公眾可以參觀藝術館、保育館、天光雲影、禮品閣、舊更亭和古石牆等歷史景點。第二期工程亦於2013年完成，全館其後於2014年6月16日正式開幕。整個復修計劃耗資共2億3千多萬港元，由香港政府負擔，日後則為自負盈虧。因此，營運的開支需要以旅舍和餐廳等項目的收入支持。

## 歷史

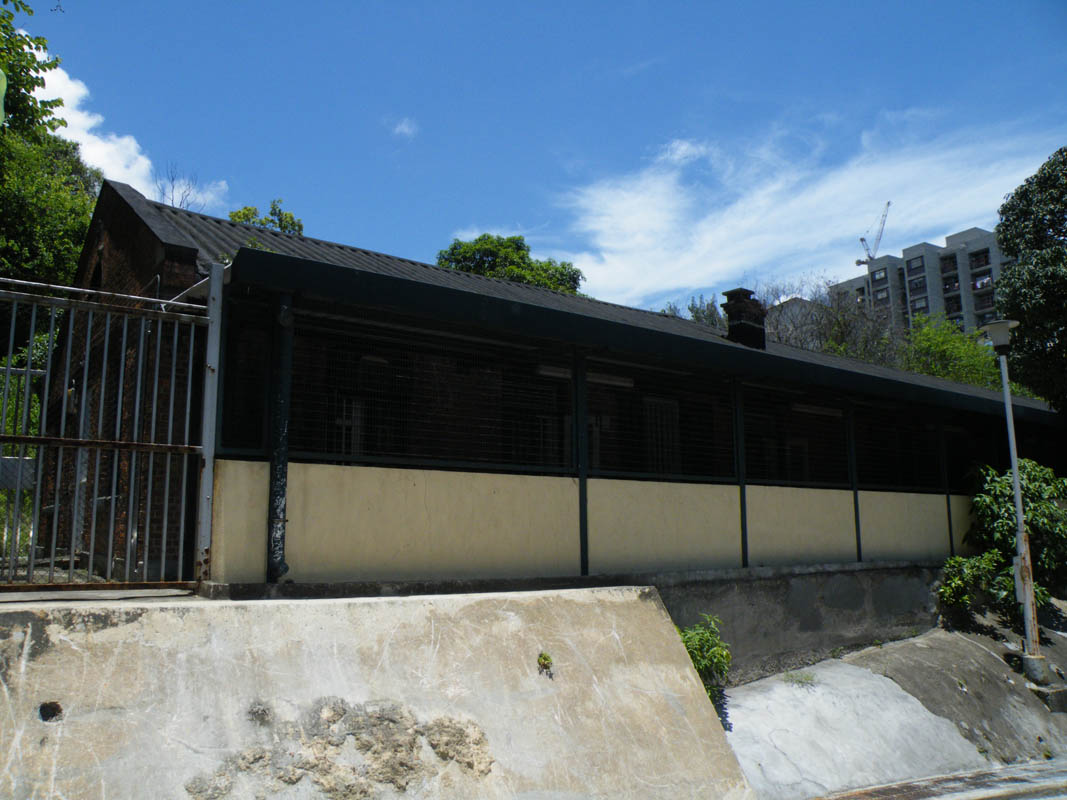
饒宗頤文化館藝術館在活化前的外觀

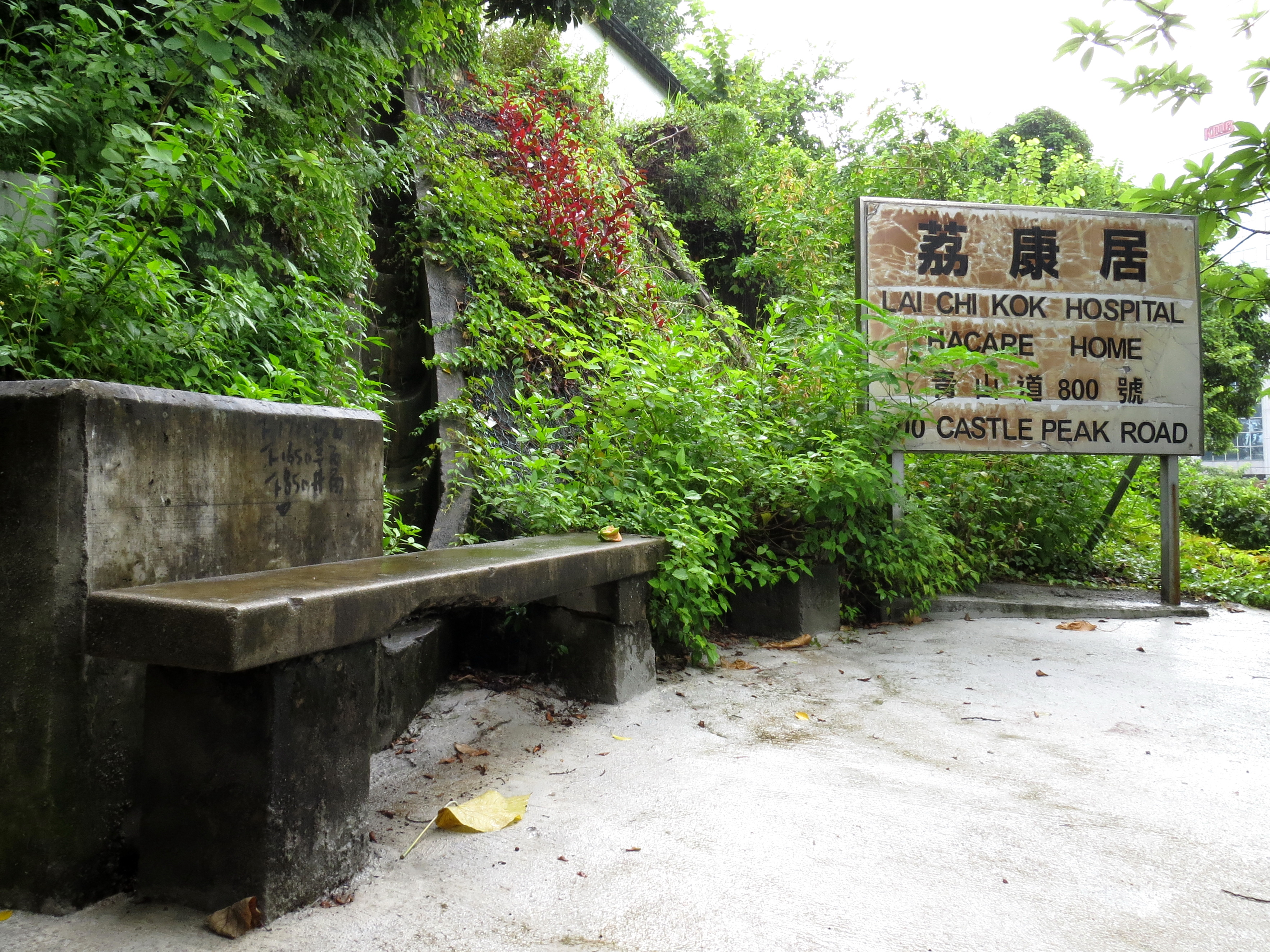
前「荔康居」正門的舊招牌

饒宗頤文化館前身是荔枝角醫院，原址多年來歷盡變遷。遠在1887年（光緒十三年），粵海關設立九龍關分關，九龍關地界碑石現仍立於文化館東邊的山坡上。1895年，九龍關分廠正式成立，即位於饒宗頤文化館現址處。1898年，大清與英國簽訂《展拓香港界址專條》。1899年3月，英方接管新界，當中包括九龍關分廠附近一帶，九龍關分廠也關閉了。
1902年英國在德蘭士瓦殖民地發現金礦，英資公司在大清天津英租界、大清英租威海衛、大清漢口英租界等招募華工，在英屬香港集合暫住，等待離港，所以英國人於1904年在此興建臨時的華工居所「屯舍」，俗稱「豬仔館」，及後因為英國政府禁止招聘華工，屯舍因而從1906年被荒廢。
1910年，華工屯舍一度改為控制疫症蔓延的隔離檢疫站，直到1921年又改為「荔枝角監獄」。1931年並加建中區和上區，設立香港的首個低設防女子監獄。1937年，赤柱監獄落成啟用，荔枝角監獄遂停用。
1938年，荔枝角監獄修建成為「荔枝角傳染病院」，專門負責醫治麻風病人，1948年改名為「荔枝角醫院」，其後曾成為天花、白喉、霍亂等疫病的隔離所，並於1965年加建化驗室，以負責控制傳染病在香港的擴散。1975年，此醫院由瑪嘉烈醫院（新荔枝角醫院）取代，在短暫用於接收來自同年關閉的喜靈洲痲瘋病院院友後，則於1976年起改建成為精神病療養院。荔枝角醫院經歷半世紀後，至2000年由醫院管理局成立一所長期護理院「荔康居」，到2004年荔康居關閉其後空置，荔枝角醫院舊址最終交到香港特區政府手上。
2008年，荔康居獲政府列入首批「活化歷史建築夥伴計劃」建築物。2009年，該址供香港中華文化促進中心作香港文化傳承發展，正式展開重新規劃及活化工作，並命名為「饒宗頤文化館」，以向畢生致力於漢學研究且馳譽國際的國學大師饒宗頤教授致敬，及傳承其精神以推廣中國藝術及中國文化。第一期的下區設施於2012年6月開放，開幕典禮於6月22日舉行，由饒教授、時任香港特別行政區行政長官曾蔭權、北京故宮博物院院長單霽翔及發展局局長林鄭月娥等人主持。第二期工程後於2013年完成。2014年，文化館正式全面啟用，開幕典禮於6月16日舉行，並由饒教授、時任行政長官梁振英、署理發展局局長馬紹祥、活化歷史建築諮詢委員會主席陳智思、饒宗頤文化館管理委員會主席李焯芬及饒宗頤文化館館長陳萬雄等人主持。

### 45年後再次用作檢疫設施
由於香港在2020年初爆發2019冠狀病毒病疫情，而且持續擴散，政府於同年2月3日起徵用饒宗頤文化館內賓館「翠雅山房」作為隔離營，以便為近期從疫區返港居民進行隔離檢疫。這次是前荔枝角醫院在相隔16年後，再次用作醫療用途。此事觸發逾百美孚新邨居民不滿政府事前未有諮詢意見，於2020年2月1日下午遊行抗議，並堵路、塗污巴士。
有居民擔心，翠雅山房距民居（美孚新邨及曼克頓山）僅5-10分鐘步程，隨時會出現社區爆發，認為隔離營不應該設置在社區。
港大微生物學系講座教授袁國勇，贊成政府計劃使用翠雅山房作檢疫中心，不會影響附近居民的安全。他說：「其實與民居很大距離，有什麼需要擔心？我就看不到有什麼需要擔心，已經位於山上都不滿，就是我們對科學完全不了解、不認識，或者甚至沒有普通常識的想法，我覺得是絕對可以接受，是對旁邊市民絕對安全，大家要明白每日已經這麼多人回港，他們若須隔離可以住哪裏，是否回到你的大廈才開心，無辦法唯有家居隔離，家居隔離就在你居住大廈是否最好？」
及後，由於政府並無答應訴求，居民於翌日下午再次集會抗議、堵路、塗污巴士，入夜後更演變為警民衝突，多名示威市民被捕。
同月11日凌晨，由於青衣長康邨康美樓爆發新冠肺炎疫情，該樓宇受影響居民被安排送抵包括翠雅山房在內的隔離營。
其後事件亦因為示威者被檢控後提堂，裁判官吳重儀以一句「我知道嚟做乜嘢？我又唔係監警會！」，拒絕處理被告就警暴的投訴，被輿論批評，得到進一步關注。

## 設施

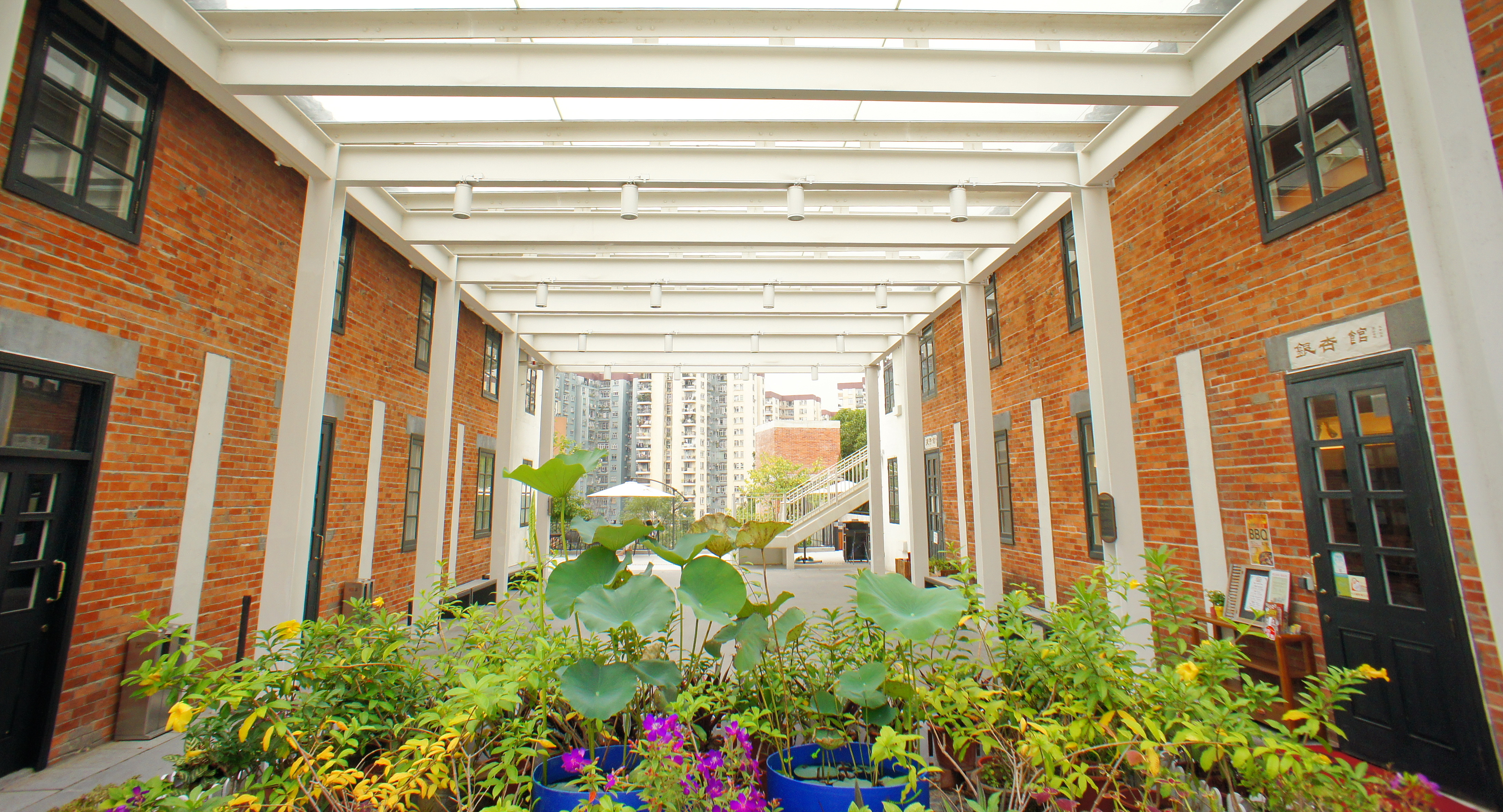
饒宗頤文化館中區的中庭，右方為H座的「銀杏館」餐廳。

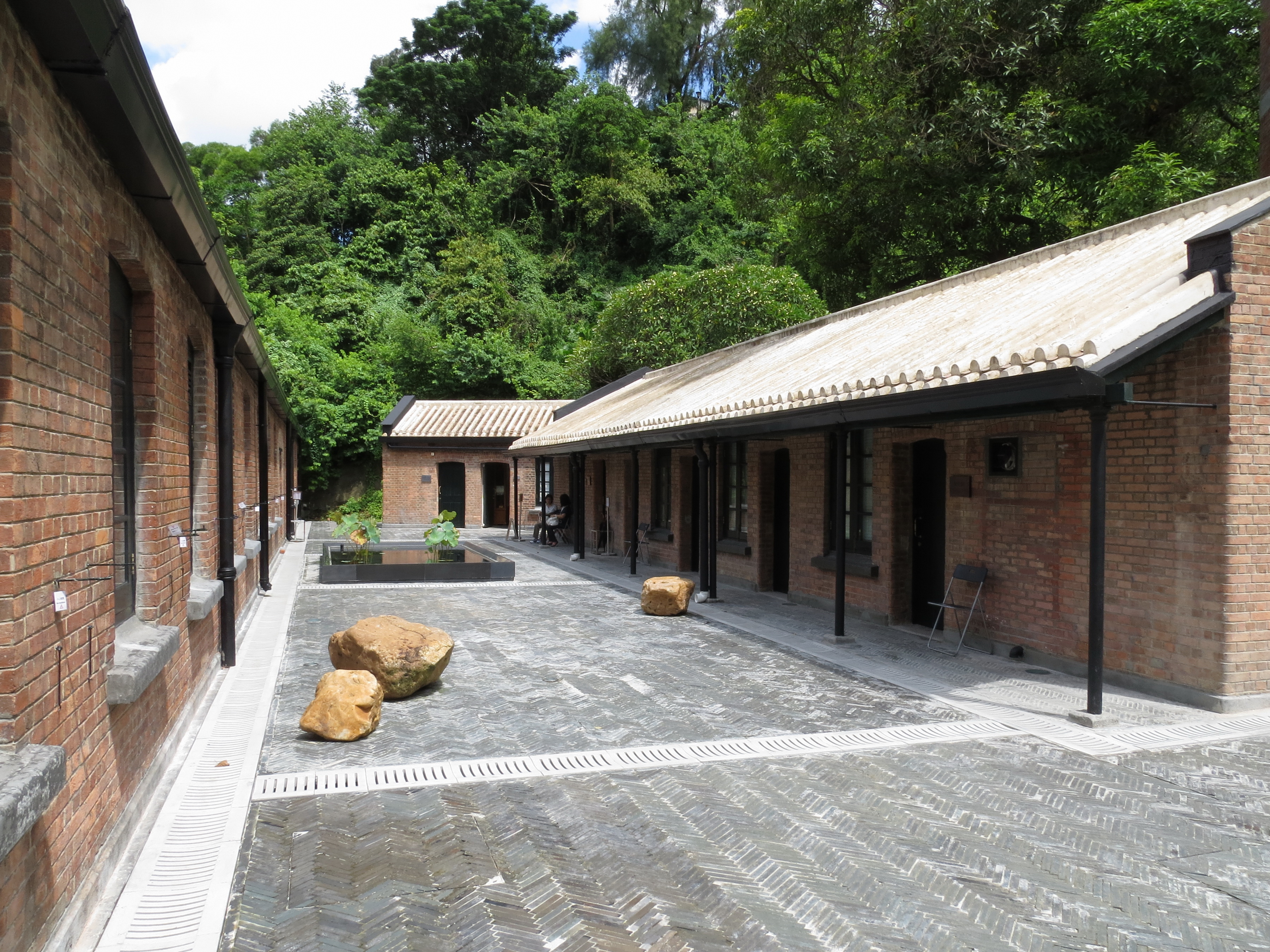
在藝術館（左）及保育館（右）的中央以一個荷花池及三顆大石所構成的「天光雲影」。

饒宗頤文化館建築群，佔地約32,000平方米，分為上、中、下三區。下區設有藝術館、保育館及接待處，更有「天光雲影」、舊更亭及古圍牆等景點供訪客參觀。計畫於2013年啟用的中區將設有多用途廳、課室、綜藝小劇場、資源中心、靜心堂及餐廳。戶外則有九龍關地界碑石、學圃和爬山廊。當上區工程完成後，更可提供約180個青年旅舍宿位。戶外景點包括有古焚化爐、古渡口和山頂草坪。
長者社企銀杏館在2014年進駐饒宗頤文化館提供餐飲服務，總廚為羅偉德。

## 展覽
饒宗頤文化館的第一期包括位於下區的藝術館和保育館，其展覽展示了饒宗頤教授的藝術作品。藝術館共分為3個展廳，第一展廳展出饒教授的書法及繪畫，例如馬王堆隸體的「去無作相，住亦隨緣」四言聯（2008年作品）、漆書冬心句（1999年作品）、甲骨書法書楚繒書句（1999年作品）和「荷花四屏」等。
在眾多展品中，饒教授在2011年的巨型畫作「荷花四屏」最為矚目，估計拍賣市值過千萬港元。該作品由4幅長約2米的畫卷合併而成，特點在於以「敦煌描白」手法繪畫，並以金色、紅色等鮮艷顏色的線條勾畫荷花形態，同時以潑墨技法，營造荷花的飄逸意境。
第二展廳則展出饒教授的學術著作，包括有關潮州、敦煌、漢字、楚國文化之研究。第三展廳展出饒教授與其他書畫名家的合作作品。
保育館方面，共分為4個展室，以文字、圖片、人物專訪、影片及互動資訊分別展示「百年使命」、「見證變遷」、「杏林春暖」和「文化傳承」4個主題。第一展室「百年使命」概括介紹香港及文化館現址的歷史事件。第二展室「見證變遷」描述清朝關廠、華工屯舍、檢疫站和監獄等較早期的歷史。第三展室「杏林春暖」透過前荔枝角醫院的醫護人員及病患口述歷史，了解香港昔日的衛生發展。第四展室「文化傳承」則為介紹文化館的建築特色和活化過程。
2013年10月17日至2013年12月10日，舉行「根深葉茂——天一閣館藏珍品展」。展出的天一閣館藏超過80項，如古書、碑帖和書畫等，並分為「天一閣主」、「書藏古今」、「翰墨乾坤」三大部分。

## 流行文化
2022年，香港無綫電視劇集《金宵大廈2》中以精神病院為背景之部分，主要於饒宗頤文化館取景。

### 九巴報站系統站名出錯
2022年1月16日，網上有人流傳九龍巴士40線其中一輛往麗港城方向的用車Enviro500 MMC 12米（TE8082）的報站系統出現故障，其上層的動態巴士站顯示屏把「饒宗頤文化館」站名誤植為「饒宗頤血化館」，引起網民熱議，饒宗頤文化館館方得知事件之後更即時通知九巴並要求九巴作出處理及修正。

## 開放時間
- 一般開放時間：星期一至日上午8時至晚上10時
- 展覽館開放時間：星期一至日上午10時至下午6時（下區展覽館逢星期一休館）
- 辦公時間：星期一至六上午10時至下午6時（公眾假期除外）

## 圖集
- 於藝術館中展出的饒教授書畫作品
- 仿製「九龍關」地界碑石
- 饒宗頤文化館平面圖
- 舊更亭
- 俯瞰下區展館
- 位於青山道的「饒宗頤文化館」巴士站

## 外部連結
- 饒宗頤文化館官方網站 （页面存档备份，存于）
- 銀杏館 饒宗頤文化館專頁 （页面存档备份，存于）